# Aeroportul Municipal Ottawa
Aeroportul Municipal Ottawa (IATA: OWI, ICAO: KOWI, FAA LID: OWI) este un aeroport din Kansas, Statele Unite ale Americii.
Situat la o altitudine de 295 m, aeroportul dispune de 2 piste.

## Infrastructură

### Piste
Aeroportul dispune de 2 piste. Pista 13/31 are suprafața de Iarbă și dimensiunile 1.785 picioare × 95 picioare. Pista 17/35 are suprafața de beton și dimensiunile 4.500 picioare × 75 picioare. 